# Club Atlético de Madrid "C"
El Club Atlético de Madrid "C"  es un equipo de fútbol español es el segundo filial del Club Atlético de Madrid, de la ciudad de Madrid. Fue fundado en 1972 y refundado en 2025.

## Historia
Fue fundado en 1972 y desapareció en 1992 cuando el entonces presidente Jesús Gil suprimió los equipos de la cantera, aunque dos años más tarde fue instaurada de nuevo. El equipo debutó en Tercera División en la temporada 1995-96, categoría en la que, tras algunos altibajos, se ha mantenido desde la 2002-03.

## Historia del Club

### 1994 – 2000
El Atlético C fue conocido, tras la refundación de su cantera, como Atlético Amorós por la vinculación de la nueva estructura de fútbol base del club con el madrileño y su equipo, el CD Amorós. Empleaba como uniforme camisa azul y pantalón azul y disputaba sus encuentros en el campo del Colegio Hermanos Amorós. En su primera temporada, el Atlético Amorós consiguió ser campeón de Liga tras terminar invicto el campeonato, con 23 partidos ganados y 9 empatados; ascienden a Tercera División con Santiago Martín Prado como entrenador. A partir del año 2000 pasó a llamarse Atlético Aviación en honor al nombre que tuvo el Atlético después de la Guerra Civil, entre 1939 y 1947, y en 2005 el equipo adquirió su denominación final, Club Atlético de Madrid C.

### Desaparición
En el 2015, a causa del descenso del Club Atlético de Madrid "B" a Tercera División el equipo descendió automáticamente a la liga provincial madrileña. El entonces presidente Enrique Cerezo tomó la decisión de no inscribir al club para la siguiente temporada 2015/16, lo que supuso la desaparición del segundo filial rojiblanco.

### Actual etapa
En verano de 2024, el Atlético de Madrid anuncia un acuerdo con el Club Unión Collado Villalba para que éste ejerza como segundo equipo filial por un periodo de diez años. Tras una primera temporada donde el club compitió por el playoff de ascenso a 2RFEF, la directiva del conjunto de la sierra de Madrid aprueba la fusión con el Atlético de Madrid y de esta manera la creación del Club Atlético de Madrid C.

## Jugadores
Por las categorías inferiores del Atlético de Madrid han militado numerosos jugadores que han conseguido debutar en la Primera División con el conjunto rojiblanco como es el caso de Julio Prieto entre otros.

## Temporadas
| Temporada | Liga | Liga     | Liga | Liga | Liga | Liga | Liga | Liga | Liga | Entrenador         | Presidente       |
| Temporada |      | Posición | J    | G    | E    | P    | GF   | GC   | Ptos | Entrenador         | Presidente       |
| --------- | ---- | -------- | ---- | ---- | ---- | ---- | ---- | ---- | ---- | ------------------ | ---------------- |
| 1976/77   | Rg   | ?        |      |      |      |      |      |      |      | Martínez Jayo      | Vicente Calderón |
| 1977/78   | Rg   | ?        |      |      |      |      |      |      |      | Martínez Jayo      | Vicente Calderón |
| 1978/79   | Rg   | ?        |      |      |      |      |      |      |      | Armando Ufarte     | Vicente Calderón |
| 1979/80   | Rg   | ?        |      |      |      |      |      |      |      | Armando Ufarte     | Vicente Calderón |
| 1994/95   | Rg   | 1.º      | 32   | 23   | 9    | 0    | 78   | 16   | 55   | Santiago Martín    | Jesus Gil        |
| 1995/96   | 3.ª  | 5.º      | 38   | 18   | 6    | 14   | 62   | 55   | 60   |                    | Jesus Gil        |
| 1996/97   | 3.ª  | 13.º     | 42   | 15   | 13   | 14   | 59   | 50   | 58   |                    | Jesus Gil        |
| 1997/98   | 3.ª  | 14.º     | 40   | 13   | 11   | 16   | 54   | 52   | 50   |                    | Jesus Gil        |
| 1998/99   | 3.ª  | 4.º      | 42   | 21   | 5    | 14   | 55   | 46   | 68   | Antonio Iriondo    | Jesus Gil        |
| 1998/99   | 3.ª  | 2.º      | 6    | 2    | 3    | 1    | 11   | 7    | 9    | Antonio Iriondo    | Jesus Gil        |
| 1999/00   | 3.ª  | 9.º      | 38   | 15   | 11   | 12   | 53   | 39   | 56   |                    | Jesus Gil        |
| 2000/01   | 3.ª  | 19.º     | 38   | 7    | 11   | 20   | 40   | 64   | 32   |                    | Jesus Gil        |
| 2001/02   | Rg   | 1.º      |      |      |      |      |      |      |      | Antonio Arganda    | Jesus Gil        |
| 2002/03   | 3.ª  | 12.º     | 38   | 14   | 10   | 14   | 51   | 44   | 52   | Antonio Arganda    | Jesus Gil        |
| 2003/04   | 3.ª  | 13.º     | 38   | 11   | 15   | 12   | 56   | 55   | 48   | Abraham García     | Jesus Gil        |
| 2003/04   | 3.ª  | 13.º     | 38   | 11   | 15   | 12   | 56   | 55   | 48   | Abraham García     | Enrique Cerezo   |
| 2004/05   | 3.ª  | 13.º     | 38   | 15   | 5    | 18   | 52   | 64   | 50   | Manolo Rangel      | Enrique Cerezo   |
| 2005/06   | 3.ª  | 16.º     | 38   | 13   | 5    | 20   | 39   | 46   | 44   | Manolo Romero      | Enrique Cerezo   |
| 2006/07   | 3.ª  | 16.º     | 40   | 11   | 14   | 15   | 44   | 51   | 47   | Rafa Juanes        | Enrique Cerezo   |
| 2006/07   | 3.ª  | 16.º     | 40   | 11   | 14   | 15   | 44   | 51   | 47   | Alejandro Sánchez  | Enrique Cerezo   |
| 2007/08   | 3.ª  | 10.º     | 40   | 16   | 10   | 16   | 72   | 64   | 58   | Alejandro Sánchez  | Enrique Cerezo   |
| 2008/09   | 3.ª  | 12.º     | 40   | 13   | 14   | 13   | 52   | 49   | 53   | Alejandro Sánchez  | Enrique Cerezo   |
| 2009/10   | 3.ª  | 11.º     | 38   | 14   | 10   | 14   | 55   | 51   | 52   | Alejandro Sánchez  | Enrique Cerezo   |
| 2010/11   | 3.ª  | 15.º     | 38   | 12   | 14   | 12   | 52   | 52   | 50   | Fran Alcoy         | Enrique Cerezo   |
| 2011/12   | 3.ª  | 13.º     | 38   | 12   | 12   | 14   | 49   | 52   | 48   | Alfredo Santaelena | Enrique Cerezo   |
| 2012/13   | 3.ª  | 13.º     | 38   | 13   | 8    | 17   | 45   | 59   | 47   | Oscar Mena         | Enrique Cerezo   |
| 2013/14   | 3.ª  | 14.º     | 42   | 13   | 11   | 18   | 56   | 62   | 50   | Oscar Mena         | Enrique Cerezo   |
| 2014/15   | 3.ª  | 13.º     | 38   | 14   | 7    | 17   | 53   | 66   | 49   | Roberto Fresnedoso | Enrique Cerezo   |
| 2014/15   | 3.ª  | 13.º     | 38   | 14   | 7    | 17   | 53   | 66   | 49   | Daniel González    | Enrique Cerezo   |
| 2024/25   | Rg   |          |      |      |      |      |      |      |      |                    | Enrique Cerezo   |

| Rg | Regional o Preferente Territorial |

- Ascenso.  Descenso.
- La Segunda División B de España se introduce en 1977 como categoría intermedia entre la Segunda y la Tercera División.

## Cambios de nombre
- Club Atlético de Madrid Amateur (1963-66)
- Atlético Madrileño Club de Fútbol (aficionados) (1970-1991)
- Atlético Amoros (1994-00)
- Atlético Aviación (2000-05)
- Club Atlético de Madrid, S.A.D. "C" (2005-2015; 2025-act.)

## Datos del club
- Temporadas en 2.ªB: 0
- Temporadas en 3.ª: 19
- Temporadas en 3 RFEF 1
- Mejor puesto en la liga: 4.º (3.ª, Temporada 1998-99)
- Peor puesto en la liga: 19.º (3.ª, Temporada 2000-01)

## Palmarés
- Campeonato de Castilla de Aficionados: 1971/72.

### Torneos amistosos
- Trofeo Arias (Cercedilla): 1971.
- Torneo Cuadrangular de San Sebastián de los Reyes: 1972.
- Trofeo Danone: 1973.
- Trofeo de Parla: 1976.
- Trofeo de Motilla: 1976.
- Trofeo Ciudad de Ávila: 2009.

### Estadio
El Club Atlético de Madrid "C" jugaba como local en el Miniestadio Cerro del Espino, un recinto deportivo con capacidad para 3376 espectadores, que forma parte de la Ciudad Deportiva de Majadahonda. Este recinto estaba ubicado en el municipio de Majadahonda..